# Lyperomyia celebensis
Lyperomyia celebensis är en tvåvingeart som beskrevs av Okadome 1985. Lyperomyia celebensis ingår i släktet Lyperomyia och familjen lövflugor. Inga underarter finns listade i Catalogue of Life.